# Sassema
Sassema of Sasma is een voormalige borg ten zuiden van het dorp Baflo in de Nederlandse provincie Groningen, gelegen ten westen van de Sasmaweg tussen het dorp Baflo en de Dingen. Er zijn geen uiterlijke sporen meer van te zien in het land.
In 1415 komt er een wedman (gerechtsdienaar) genaamd Sassa Sassema voor in Baflo, tussen 1460 en 1476 een Rener Sassema en in 1493 een Sicko Sassema. In 1572 komt Sassema voor het eerst voor als een heerd in combinatie met het feit dat het Klooster Selwerd er jaarlijks anderhalve goudgulden (65 stuivers) rente uit haalde. In 1626 werd deze rente verkocht door de Staten van Stad en Lande.
De eerste genoemde borgheer was Siger Sigers up Sassema (in 1607 overrechter). Zijn opvolger Dirk Upkema was heer van 1619 tot 1650, toen het 'huis met hovinge, poorten, singel, grachten, gerechtigheden en 32 jukken land' per openbare verkoping werd verkocht aan Schelto Jarges. Deze had het aanvankelijk gekocht voor zijn moeder, maar werd twee jaar later zelf eigenaar. Tussen 1684 en 1688 werd zijn weduwe Johanna Alberda genoemd als borgvrouw en tussen 1689 en 1690 haar zoon Coppen Jarges (een andere als die op de borg Meima woonde). In 1693 werd de borg overgedragen aan zijn zus Aurelia Jarges en haar man Hendrik Ferdinand van In- en Kniphuizen, die reeds de Ulrumse borg Asinga bezat. Hendrik Ferdinand liet zich vervolgens heer van Sassema noemen en verkreeg in 1694 ook de borg Bewsum en in 1705 ook nog de borg Meima. Zelf bleef hij echter met zijn vrouw op Asinga wonen terwijl hij Bewsum liet slopen en in 1710 de sterk vervallen borg Sassema op afbraak verkocht aan rekenmeester Marten Andries Meekhof. Meima is waarschijnlijk erna ook gesloopt. De koper van Sassema verkreeg ook het recht om er een nieuw huis te bouwen, de grachten en singels te vergraven en het recht om begraven te worden in de Sint-Laurentiuskerk van Baflo, waar hij en zijn vrouw ook begraven liggen. 